# A házasság buktatói
A házasság buktatói (eredeti cím: Evlilik Hakkında Her Şey) egy 2021 és 2022 között vetített török családi drámasorozat Yusuf Pirhasan, Volkan Keskin, Seda Çalışır Karaoğlu, Toprak Can Erotue, Toprak Karaoğlue és Halil Ersan rendezésében, amelynek főszereplői Gökçe Bahadır, Sumru Yavrucuk, Sarp Akkaya, Yiğit Kirazcı, Gökçe Eyüboğlu, Barış Kılıç, Serkan Altunorak, Erdal Küçükkömürcü és Tülin Ece.  
Törökországban a sorozatot 2021. szeptember 21.-től 2022. május 31.-ig sugározta a FOX, Magyarországon 2022. október 11.-től 2023. március 14.-ig sugározta a Super TV2.
A sorozat a The Split című angol televíziós sorozaton alapszik.

## Cselekmény
A sorozat egy családi vállalkozás hétköznapjait mutatja be, amelyben a Cevher családhoz tartozó négy nagyon különböző nő reakcióiról és nézeteltéréseiről van szó közös múltjukkal kapcsolatban. A sorozatban egy házasság minden szakaszát láthatjuk ezen a négy hősnőn keresztül, akik különböző eseteket vizsgálnak. Çolpan Cevher (Sumru Yavrucuk) elvált, neves válóperes ügyvéd isztambuli irodájában együtt dolgozik a lányaival. A legidősebb, Azra (Gökçe Bahadır), hosszú évek óta házas, hirtelen elhagyja a céget, hogy csatlakozzon riválisához, míg makacs nővére, Sanem (Gökçe Eyüboğlu), aki teljesen elutasítja a házasság fogalmát, az édesanyjával marad. Testvérük, Güneş (Tülin Ece) a házasság előestéjén van, és az ügyvédek világától távol tartja magát. Ha nem lenne elég komplikált az életük, visszatér az apjuk – aki 25 évvel korábban megszökött a dajkával –, hogy visszaszerezze a részét a családi vállalkozásból.

## Szereplők

### Főszereplők
| Színész          | Szereplő           | Epizód | Magyar hang            |
| ---------------- | ------------------ | ------ | ---------------------- |
| Gökçe Bahadır    | Azra Cevher        | 1–33   | Zakariás Éva           |
| Sumru Yavrucuk   | Çolpan Cevher      | 1–33   | Kovács Nóra            |
| Sarp Akkaya      | Sergen Günay       | 1–22   | Holl Nándor            |
| Yiğit Kirazcı    | Yıldırım Şahin     | 1–20   | Dévai Balázs           |
| Gökçe Eyüboğlu   | Sanem Cevher       | 1–33   | Nemes Takách Kata      |
| Fırat Altunmeşe  | Ural Beyaz (Aztek) | 1–13   | Czető Roland           |
| Tülin Ece        | Güneş Cevher       | 1–33   | Pánics Lilla           |
| Bertan Asllani   | Yalın Kuru         | 1–33   | Horváth-Töreki Gergely |
| Cevdet Arıcılar  | Faruk Cevher       | 1–15   | Forgács Gábor          |
| Serkan Altunorak | Bora Göktaş        | 15–33  | Bozsó Péter            |
| Barış Kılıç      | Efe Avcı           | 21–33  |                        |

### Vendég–mellék–epizód–és egyéb szereplők
| Színész                                     | Szereplő               | Epizód               | Magyar hang         |
| ------------------------------------------- | ---------------------- | -------------------- | ------------------- |
| Esma Yılmaz                                 | Miray Günay            | 1–33                 | Engel-Iván Lili     |
| Emine Ada Sezer, Çağla Yurga, Ela Naz Koçak | Mercan Günay           | 1–4, 7–9, 5–6, 10–33 | Prokópius Maja      |
| Rüzgar Doruk Özmil                          | Eren Günay             | 1–33                 | Rostás Ábel         |
| Mila Kasarcı                                | Alina Beyaz            | 1–14                 | Schmidt Karolina    |
| Uğur Senkeri                                | Neco                   | 3                    | Egressy G. Tamás    |
| Mert Alp                                    | Alperen                | 3                    |                     |
| Güray Kip                                   | Musa                   | 3–4                  |                     |
| Eda İpek Sancak                             | Pelin                  | 1–8                  |                     |
| Gülay Sütçü                                 | Nihal                  | 1–12                 | Törtei Tünde        |
| Neslihan Yeldan                             | Süreyya                | 1, 5                 | Szórádi Erika       |
| Selen Uçer                                  | Songül Berksoy         | 1–6, 17–19, 22–23    | Vándor Éva          |
| Bülent Alkış                                | Alpay Berksoy          | 1–6                  | Rosta Sándor        |
| Tuğçe Ersoy                                 | Elçin Berksoy          | 1–6                  | Nádasi Veronika     |
| Burcu Söyler                                | Funda Demir            | 1–33                 | Andrádi Zsanett     |
| Ufuk Özdemir                                | İsmet Açar             | 1–33                 | Fekete Zoltán       |
| Erdal Küçükkömürcü                          | Erman Arsen            | 1–33                 | Barbinek Péter      |
| Alara Turan                                 | Deniz Cevher           | 14–33                | Rígler Renáta       |
| Deniz Gündoğdu                              | Ceylan                 | 3–33                 | Csúz Lívia          |
| Büşra Yılmaz                                | Eylül                  | 2–12                 | Farkasházi Réka     |
| Yeliz Akkaya                                | Reyhan                 | 2                    | Hámori Eszter       |
| Mesut Özkeçeci                              | Mesut                  | 2                    | Jakab Csaba         |
|                                             | Gizem                  | 2                    | Roatis Andrea       |
| Tarhan Karagöz                              | Süleyman               |                      | Katona Zoltán       |
| Nurhayat Boz                                | Nursen Şahin Kuru      | 4, 13–14, 16         | Rátonyi Hajni       |
| Gökşen Ateş                                 | Jale Köksal            | 6–10                 | Erdős Borcsa        |
| Sinem Uslu                                  | Melisa Tercan          | 7–12                 | Peller Anna         |
| Engin Hepileri                              | Koray Tercan           | 7–12                 | Karácsonyi Zoltán   |
| Mehmet Aybars Kaya                          | Ilker Tercan           | 8–12                 | Kovács András Bátor |
| Ayşen İnci                                  | Cahide Tercan          | 8–11                 | Zsolnai Júlia       |
| Sevcan Yaşar                                | Neyran Çelik           | 10–12, 14            | Sánta Annamária     |
| Beren Gençalp                               | Ece Mutlu              | 12–16                | Bak Julianna        |
| Anıl Çelik                                  | Hızır Mutlu            | 13–16                | Elek Ferenc         |
| Burcu Gölgedar                              | Defne Konuk            | 13–16                | Bognár Anna         |
| Defne Bölükbaşıoğlu                         | Şükran (Şükü)          | 13–14, 16            | Pap Katalin         |
| Demet İyigün                                | Nazan Cevher           | 14–16                | Bodor Böbe          |
| İlda Özgürel                                | Filiz Berksoy          | 17–19                | Laudon Andrea       |
| Aysun Metiner                               | Hatice                 | 4                    |                     |
| Ömer Özdemir                                | Kenan                  | 4                    |                     |
| Ahmet Erkut                                 | Zafer Kuru             | 4, 13–14, 16         | Petridisz Hrisztosz |
| Tahir Yılmaz                                | Az ifjú Faruk Cevher   | 2                    |                     |
| Evrim Doğan                                 | Nadide Seyyahoğlu      | 17–19                | Bertalan Ágnes      |
| Adil Ömer Çetindağ                          | Selim Reşat Seyyahoğlu | 17–19                | Joó Gábor           |
| Barış Akkoyun                               | Erhan Parmaksız        | 19                   | Faragó András       |
| Arben Akış                                  | Onur Balcı             | 19–20                | Peregovits Dániel   |
| Reşit Berker Enhoş                          | Haluk Ergül            | 20–22                | Kárpáti Levente     |
| Gizem Soysaldı                              | Buket Ergül            | 20–22                | Gyöngy Zsuzsa       |
|                                             | Hazal                  |                      | Oláh Orsolya        |
|                                             | Özcan                  |                      |                     |
|                                             | Şahika                 |                      | Kocsis Mariann      |
|                                             | Piraye                 |                      | Bókai Mária         |
|                                             | Mahmut                 |                      |                     |
|                                             | Tülay                  |                      | Bessenyei Emma      |
|                                             | Deha                   |                      |                     |
|                                             | Rüya                   |                      |                     |
| Kübra Süzgün                                | Zeynep Karadağ         | 22–23                | Tamási Nikolett     |
| Cengiz Okuyucu                              | Salim Karadağ          | 22–23                | Maday Gábor         |
| Süreyya Kilimci                             | Necmiye Karadağ        | 22–23                | Andai Katalin       |
| Müjde Uzman                                 | Yasemin Özdemirler     | 23–24                | Pikali Gerda        |
| Kıvanç Kasabalı                             | Ceyhun Özdemirler      | 23–24                | Kautzky Armand      |
| Gökay Müftüoğlu                             | Mecnun Açıkgöz         | 24                   | Miller Zoltán       |
| Yonca Türkman                               |                        | 25                   |                     |
|                                             | Orhan                  |                      |                     |
|                                             | Yesin                  |                      |                     |
|                                             | Ömer                   |                      |                     |
|                                             | Müstak                 |                      |                     |
|                                             | Şebnem                 |                      |                     |
|                                             | Nese                   |                      |                     |
|                                             | Çişil                  |                      |                     |
| Naz Elmas                                   | Hande Yaman            | 25–27                | Tornyi Ildikó       |
| Olcay Yusufoğlu                             | Demet                  | 25–26                | Solecki Janka       |
| Görkem Mertsöz                              | Kerem                  | 25–26                | Seder Gábor         |
|                                             | Tuğçe                  |                      | Molnár Ilona        |
|                                             | Şenol                  |                      | Seszták Szabolcs    |
|                                             | Mehtap                 |                      | Kiss Erika          |
|                                             | Ertunç                 |                      |                     |
|                                             | Selma                  |                      |                     |
|                                             | Murat                  |                      |                     |
|                                             | Engin                  |                      |                     |
|                                             | Anyakönyvvezető        |                      | Makay Andrea        |
|                                             | Bírónő                 |                      | Tímár Éva           |
| Timur Ölkebaş                               | Aziz                   | 27–28                | Megyeri János       |
| Şerif Bozkurt                               | Ekrem                  | 27–28                | Dunai Tamás         |
| Enginay Gültekin                            | Nagehan                | 27–28                | Madarász Éva        |
| Dilara Sümbül                               | Gülistan               | 29–33                | Bogdányi Titanilla  |
| Pelin Ermiş                                 | Şeyda                  | 29–33                | Csuha Borbála       |
| Uğur Karabulut                              | Baran                  | 29–33                | Papp Dániel         |
|                                             |                        |                      | Dögei Éva           |
| Müge Akyamaç                                | Meziyet                | 30–33                | Menszátor Magdolna  |
| Fatih Gülnar                                | Can Derin              | 30–33                | Vida Péter          |
|                                             | Emral                  |                      | Orosz Helga         |
|                                             | Emral ügyvédje         | Mezei Kitty          |                     |
|                                             | Tayfun Bige            |                      |                     |
| Halil Ersan                                 |                        | 33                   |                     |
| Ersin Olgaç                                 |                        | 33                   |                     |
| İrem Sultan Cengiz                          |                        | 33                   |                     |
|                                             | Tanem                  |                      | Kiss Virág          |
|                                             | Buse                   |                      | Tarr Judit          |
|                                             | Polat                  |                      |                     |
|                                             | Önder                  |                      |                     |
|                                             | İffet                  |                      |                     |
|                                             | Nasif                  |                      |                     |
|                                             | Ferruh                 |                      | Varga T. József     |
|                                             | Halil                  |                      |                     |
|                                             | Hasan Ali              |                      |                     |
|                                             | Derya                  |                      |                     |
|                                             | Erman                  |                      |                     |
|                                             | Yıldırım               |                      |                     |
| Sait Genay                                  | Tekin                  |                      |                     |

## Évados áttekintés
| Évad | Évad | Török epizódok száma | Magyar epizódok száma | Eredeti sugárzás     | Eredeti sugárzás | Eredeti sugárzás | Magyar sugárzás   | Magyar sugárzás   | Magyar sugárzás |
| Évad | Évad | Török epizódok száma | Magyar epizódok száma | Évadpremier          | Évadfinálé       | Eredeti adó      | Évadpremier       | Évadfinálé        | Magyar adó      |
| ---- | ---- | -------------------- | --------------------- | -------------------- | ---------------- | ---------------- | ----------------- | ----------------- | --------------- |
|      | 1.   | 33                   | 104                   | 2021. szeptember 21. | 2022. május 31.  |                  | 2022. október 11. | 2023. március 14. |                 |

## Szinkron
- Magyar szöveg: Nyakas Attila, Gaál Katalin, Sajben Renáta, Szobota Katalin, Tóth Enikő
- Vágó: Győrősi Gabriella, Pilipár Éva, Rozmán Máté, Patkovics Péter
- Hangmérnők: Patkovics Péter
- Gyártásvezető Farkas Márta
- Szinkronrendező: Joó Gábor
- Produkciós vezető: Komlósi Gergő

A szinkront a TV2 Csoport megbízásából a Direct Dub Studios készítette.